# Dorzhsürenguiin Sumiyaa
Dorzhsürenguiin Sumiyaa –en mongol, Доржсүрэнгийн Сумъяа– (Baruunturuun, 11 de març de 1991) és una esportista mongola que competeix en judo.
Va participar en dos Jocs Olímpics d'Estiu en els anys 2012 i 2016, obtenint una medalla de plata en l'edició de Rio de Janeiro 2016 en la categoria de –57 kg. Als Jocs Asiàtics de 2014 va aconseguir una medalla de bronze.
Va guanyar una medalla al Campionat Mundial de Judo de 2015, i tres medalles al Campionat Asiàtic de Judo entre els anys 2012 i 2016.

## Palmarès internacional
| Jocs Olímpics     | Jocs Olímpics            | Jocs Olímpics | Jocs Olímpics |
| Any               | Lloc                     | Medalla       | Categoria     |
| ----------------- | ------------------------ | ------------- | ------------- |
| 2016              | Rio de Janeiro ( Brasil) | 2             | –57 kg        |
| Campionat Mundial |                          |               |               |
| Any               | Lloc                     | Medalla       | Categoria     |
| 2015              | Astanà ( Kazakhstan)     | 3             | –57 kg        |
| Jocs Asiàtics     |                          |               |               |
| Any               | Lloc                     | Medalla       | Categoria     |
| 2014              | Incheon ( Corea del Sud) | 3             | –57 kg        |
| Campionat Asiàtic |                          |               |               |
| Any               | Lloc                     | Medalla       | Categoria     |
| 2012              | Taskent ( Uzbekistan)    | 3             | –57 kg        |
| 2013              | Bangkok ( Tailàndia)     | 3             | –57 kg        |
| 2016              | Taskent ( Uzbekistan)    | 1             | –57 kg        |